# Incidente Mechelen
El Incidente Mechelen fue un accidente ocurrido el 10 de enero de 1940, en el contexto político-militar de la llamada «guerra de broma». Un avión alemán que trasladaba a un oficial de la Wehrmacht se estrelló en Bélgica, cerca de la antigua ciudad de Vucht, actualmente integrada en la municipalidad de Maasmechelen. El oficial llevaba documentos confidenciales referidos al Fall Gelb (Caso Amarillo), el plan para un futuro ataque alemán a Bélgica, Países Bajos, Luxemburgo y el norte de Francia. Este suceso desencadenó una crisis inmediata y llevó a especular con la posibilidad de que el Estado Mayor alemán se viera obligado a alterar sus planes.

## Un accidente militar que se convierte en «incidente» político
En la mañana del 10 de enero de 1940, el mayor Erich Hoenmanns despegó de la base aérea de Loddenheide, cerca de Münster, a bordo de un Messerschmitt Bf 108 con destino a Colonia, acompañado por el mayor Helmuth Reinberger, responsable del aprovisionamiento de la 7.ª División Fallschirmjäger (unidad destinada a ser lanzada en paracaídas tras las líneas belgas en Namur el día del ataque) y que había acudido a la ciudad renana para una reunión informativa.
La víspera, tras estar en el bar de la base, Hoenmanns se ofreció a llevar a Reinberger en avión; este último hubiera debido tomar el tren para este viaje, pero Hoenmanns necesitaba sumar algunas horas de vuelo y quería volver a su domicilio en Colonia junto a su esposa. El piloto ignoraba que Reinberger llevaba consigo el plan completo de ataque a Bélgica y los Países Bajos, incluyendo la fecha del mismo, fijada por Hitler para el 17 de enero.
Una espesa capa de niebla ocultaba el paisaje durante el vuelo. El piloto tomó la decisión de cambiar el rumbo hacia el oeste, con la esperanza de volver hacia el Rin que ya había sobrevolado, pero que se encontraba helado e invisible desde el aire. Abandonó el territorio alemán y llegó hasta el curso del Mosa en la zona que hace frontera entre Bélgica y Holanda y terminó por virar en los alrededores de Vucht.

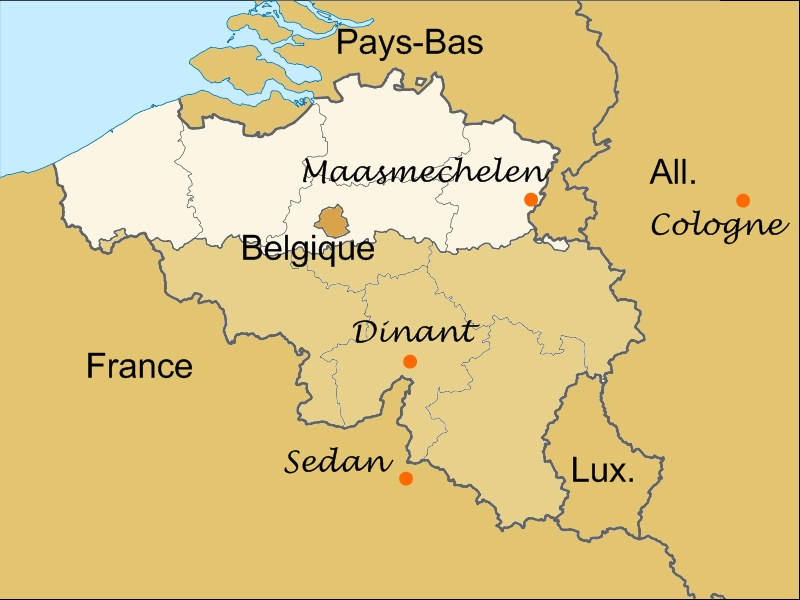
Maasmechelen en el mapa de Bélgica

Parece que el piloto hubiera cortado el suministro de combustible al motor accionando un mando en la cabina. El motor «tosió» y se detuvo, lo que obligó a Hoenmanns a efectuar un aterrizaje forzoso en un campo próximo a las 11:30; el aparato quedó muy dañado en la maniobra: ambas alas se habían roto al pasar entre unos árboles y el pesado motor destrozó parte del morro. No obstante, ninguno de los ocupantes resultó herido.
Tras el aterrizaje los alemanes preguntaron a un campesino dónde se encontraban y comprendieron que, tras sobrevolar territorio holandés, habían caído en Bélgica. Reinberger, presa del pánico, volvió a los restos del avión para poner en lugar seguro su cartera de cuero amarillo gritando que llevaba documentos secretos que debían ser destruidos inmediatamente; Hoenmanns distrajo al campesino para que su compañero tuviese tiempo de destruir dichos papeles. Inicialmente Reinberger intentó quemarlos con su encendedor pero falló; cogió el del belga y apiló los documentos tras unos matorrales para prenderles fuego. En ese momento, llegaron dos guardias de fronteras belgas, el sargento Frans Habets y el soldado de 2.ª Gérard Rubens. Este último, atraído por el humo que salía tras el matorral, se apresuró a recoger los documentos antes de que quedasen totalmente destruidos. El mayor Reinberger trató de huir, pero se rindió tras dos disparos de advertencia.
Los alemanes fueron trasladados al puesto fronterizo próximo a Mechelen-aan-de-Maas (Mechelen-sur-Meuse) donde los interrogó el capitán Arthur Rodrique; los documentos, parcialmente carbonizados, fueron puestos sobre la mesa. Hoenmanns trató de distraer a sus guardianes pidiendo a los soldados belgas utilizar el aseo, momento en que Reinberger tomó los papeles y trató nuevamente de quemarlos en la estufa de la dependencia. Sin embargo, el alemán se quemó la mano al levantar la tapa de la misma, lo que llamó la atención del capitán belga; Rodrique, sufriendo graves quemaduras en su mano, rescató los documentos, que se llevaron a otra sala. Reinberger decidió suicidarse, para lo que intentó arrebatarle la pistola al oficial belga que, furioso, derribó al alemán. Reinberger rompió a llorar mientras gritaba que quería el arma para quitarse la vida; Hoenmanns se dirigió al capitán: «No pueden reprocharle nada, es un oficial honesto, ahora todo acabó».
Dos horas más tarde, el primer oficial de los servicios secretos belgas se presentó para recoger los documentos y entregárselos a sus superiores esa misma tarde.

## Reacción alemana
A última hora de la noche de ese mismo 10 de enero, llegaron a Berlín las primeras noticias que informaban del accidente de un avión alemán. En el Oberkomando der Wehrmacht (OKW) la consternación fue general, ya que se intuía que el mayor Reinberger debía llevar consigo el plan de ataque. Al día siguiente, Hitler, furioso, destituyó al comandante de la Luftflotte II, el general Hellmuth Felmy; sin embargo, se decidió mantener el plan original mientras se contactaba con los agregados militares en las embajadas de La Haya y Bruselas —respectivamente, el teniente general Ralph Wenninger y el coronel Friedrich-Carl Rabe von Pappenheim— para tratar de averiguar hasta qué punto estaba comprometido dicho plan. El 12 de enero, día en que ambos agregados militares se reunieron con Hoenmanns y Reinberger, Alfred Jodl, jefe de la Oficina de Operaciones del OKW, facilitó una inquietante estimación a Hitler sobre la posibilidad de que los belgas conociesen el plan; una entrada en el diario de Jodl, fechada ese mismo día, resume lo que le comunicó a Hitler: «Si los aliados están en posesión de todos los documentos, la situación es catastrófica». Sin embargo, los engaños belgas tranquilizaron inicialmente a los alemanes.

## Reacción belga
Los belgas decidieron engañar a Reinberger, haciéndole creer que los papeles habían sido destruidos y permitiendo que compartiese esta información con sus superiores. La estratagema tenía dos partes: por un lado, los investigadores belgas pidieron a Reinberger que informase sobre el contenido de la documentación y le advirtieron de que, en caso de no colaborar, sería tratado como espía; más adelante, Reinberger declaró: «por la forma en que se me hizo la pregunta, me di cuenta que él [el investigador] podía no haber comprendido nada de los fragmentos que había leído». En segundo lugar, los belgas permitieron a Hoenmanns y Reinberger reunirse con los agregados militar y aéreo Wenninger y Rabe von Pappenheim; la conversación que mantuvieron con ellos fue grabada en secreto. Durante la misma, Reinberger informó a Wenninger que había logrado quemar suficientemente los papeles para que fuesen indescifrables. El truco belga había tenido un éxito relativo, al menos a corto plazo.
Tras el encuentro con los agregados militares, el embajador alemán en Bégica Karl Alexander Victor Vicco von Bülow-Schwante envió a sus superiores un telegrama: «El mayor Reinberger ha confirmado que quemó los documentos, salvo algunos trozos del tamaño de la palma de la mano. Reinberger afirma que la mayoría de los documentos que no pudieron ser destruidos parecen carecer de importancia». Este telegrama pareció convencer a Jodl, que el 13 de enero anotó en su diario: «Informe de la conversación del agregado aéreo con los aviadores accidentados. Resultado: El maletín se ha quemado de forma considerable».
Durante el 10 de enero, los belgas dudaban sobre la autenticidad de los documentos, que fueron remitidos inmediatamente a la Sección Segunda (Inteligencia Militar) del Estado Mayor General en Bruselas. Gran parte de los mismos estaban, efectivamente, gravemente dañados por los intentos de Reinberger, pero la idea general de un ataque sobre Bélgica y Holanda aparecía clara en lo que se había salvado, aunque no se indicaba la fecha del mismo. Al día siguiente, el general Raoul Van Overstraeten llegó a la conclusión de que esta información era correcta, ya que los documentos corroboraban las advertencias del ministro italiano de Exteriores Galeazzo Ciano acerca de un ataque alemán alrededor del 15 de enero de 1940. Por la tarde, el rey Leopoldo III decidió informar a su ministro de Defensa, general Henry Denis, y al comandante en jefe francés, general Maurice Gamelin; a las 17:15, el teniente coronel Hautcoeur, oficial de enlace francés, recibió un resumen de dos páginas de los documentos, pero sin explicación alguna sobre su origen. Lord Gort, comandante de la Fuerza Expedicionaria Británica (BEF), también fue alertado y el rey Leopoldo avisó personalmente a la princesa Juliana de los Países Bajos y a la gran duquesa Carlota de Luxemburgo. Los mensajes transmitidos fueron, respectivamente, «Ten cuidado, el tiempo es peligroso» y «Cuidado con la gripe»; se trataba de sendos códigos acordados que significaban que las autoridades belgas consideraban inminente el ataque alemán.

## Reacción francesa
La mañana del 12 de enero tuvo lugar una reunión entre Gamelin, los máximos responsables del Ejército de Tierra francés y el jefe de la Inteligencia Militar francesa, coronel Louis Rivet. A pesar del escepticismo de este último, el comandante en jefe francés consideró que incluso siendo innecesaria la alerta, era una buena oportunidad para presionar a los belgas y que permitiesen la entrada de las tropas aliadas en su territorio. Gamelin tenía la intención de iniciar la ofensiva definitiva contra Alemania en 1941, atravesando Bélgica; su neutralidad era un contratiempo para este planteamiento. El temor a una invasión de Bélgica por parte de los alemanes podía poner a este país del lado de los Aliados y el problema estaría en parte resuelto; supondría una importante ventaja estratégica. Ahora bien, si el III Reich tomaba la iniciativa, sería muy conveniente para los Aliados llegar al corazón de Bélgica antes que las fuerzas enemigas. Mientras, y preparándose para cualquier eventualidad, Gamelin ordenó al I Grupo de Ejércitos, al mando del general Gaston Billote, y más en concreto al 3.er Ejército, aproximarse a la frontera franco-belga.

## Alerta de Sas
La actitud alemana parecía confirmar la autenticidad de los documentos, lo que incrementaba la ansiedad de las autoridades belgas; al día siguiente, consideraron que la situación era crítica. En la tarde del 13 de enero, un mensaje del coronel Georges Goethals, agregado militar belga en Berlín, contenía esta expresión: «¿Eran órdenes tácticas o parte de las mismas estaban en el avión de Mechelen? [sic]. Un informador sincero, cuya credibilidad puede ser discutida, pretende que el avión transportaba los planes sobre el ataque en el oeste de Berlín a Colonia. Dado que dichos planes se encuentran en poder de los belgas, el ataque tendrá lugar ese mismo día para evitar las posibles contramedidas que pudieran tomarse. Tengo dudas fundadas sobre este mensaje que no considero fiable, pero es mi deber transmitirlo.» El «informador fiable» era el agregado militar holandés en Berlín, Gijsbertus Jacobus «Bert» Sas, con quien Goethals había hablado alrededor de las 17:00; sus informaciones siempre eran tratadas con reservas ya que se encontraba en contacto con un oficial de los servicios secretos alemanes. Hoy se sabe que se trataba del coronel Hans Oster, uno de los oficiales opositores al régimen nazi.
El general Van Overstraeten, consejero militar del rey Leopoldo III, fue informado de este mensaje alrededor de las 22:00 y se asombró de que el informante pareciese conocer la existencia de los documentos. El accidente no había sido dado a conocer por ningún artículo de prensa. Cabía la posibilidad de que se tratara de un estratagema alemana, pero no podía descartarse la autenticidad de la información. De acuerdo con esta última hipótesis, Van Overstraeten modificó el aviso que el jefe del Estado Mayor General de Bélgica, el general Edward Van den Bergen, había redactado y estaba a punto de enviarse a todos los comandantes del Ejército belga el 13 de enero: mientras la advertencia original indicaba que el ataque del 13 de enero era «probable», ahora indicaba que el ataque era «casi seguro». Van der Bergen, que en secreto se había comprometido a alinear a su país junto a Francia y Gran Bretaña, decidió enviar el mensaje de advertencia a las 22:30 y llamó inmediatamente a ochenta mil reservistas a sus unidades para asegurar que el Ejército belga se encontrase a la máxima capacidad en el momento del ataque alemán.
Estas medidas se pusieron en marcha sin consultar a Leopoldo III o a Van Overstraeten y sin saber que la decisión se tomó para mantener a Alemania en la incertidumbre sobre si los belgas conocían o no sus planes. Una vez más sin consultar al rey, Van der Bergen ordenó levantar las barreras en la frontera franco-belga en una decisión que permitiría a los Ejército aliados marchar con rapidez hacia el interior del país si se les llamaba en respuesta a un ataque germano. Si la Wehrmacht hubiera atacado el 14 de enero, Van der Bergen hubiera sido aclamado por su enérgicas decisiones; pero cayó en desgracia al haber actuado sin el permiso del rey, comandante en jefe de las Fuerzas Armadas belgas. Van der Bergen fue tan severamente reprendido por Van Overstraeten que dimitió de su cargo a finales de enero de 1940, con su reputación totalmente deshecha.

## Reacción neerlandesa

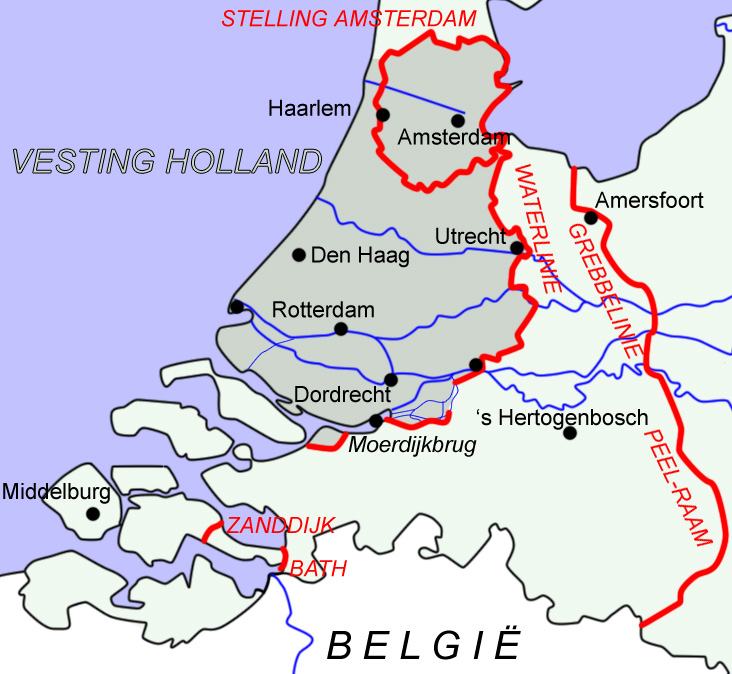
Mapa de Holanda mostrando la «Fortaleza Holanda».

Aunque la reina Guillermina y su Gobierno habían sido advertidos por el rey belga, el generalísimo holandés Izaak Herman Reijnders era escéptico con la información: el agregado militar belga en La Haya envió una nota a Van Overstraeten en los siguientes términos: «¿Cree usted mismo estos mensajes? Yo no los creo en absoluto». Una vez más, las autoridades belgas no habían informado a las holandesas sobre el origen de la información y ocultaban también que los planes alemanes contemplaban una ocupación parcial de los Países Bajos, permitiendo su retirada a la «Fortaleza Holanda».
No se sabe aún si Reijnders fue advertido por Sas. Tras la guerra, negó haber hablado con el agregado, pero en la mañana del 14 de enero ordenó la cancelación de todos los permisos a sus soldados —contrariamente a los belgas, Holanda no llamó a filas a los reservistas— y que los puentes estratégicos fuesen cerrados y minados. La tarde de ese mismo día, la población se inquietó al oír por la radio la orden de suspensión de los permisos. Se temía que los alemanes aprovecharan la ola de frío para atravesar las inundaciones defensivas, ahora congeladas. La semana siguiente, con el fin de tranquilizar a la población, se dedicaron muchos reportajes a explicar como se cortaría el hielo con ayuda de sierras circulares.

## Apogeo y decepción
La voluntad belga de mantener en secreto la posesión de los documentos fue una vez más minada, esta vez por el propio rey Leopoldo III. En la mañana del 14, se envió a Winston Churchill, entonces primer lord del Almirantazgo, un mensaje a través del almirante Roger Keyes en el que se solicitaban determinadas garantías. El rey actuó a través de Keyes ya que se trataba de un agente de enlace secreto entre él mismo y el Gobierno británico. Las garantías exigidas incluían que los Aliados no comenzasen negociaciones sin el acuerdo de Bélgica. Keyes añadió un anexo en el que explicaba que creía que Leopoldo III sería capaz de convencer a su Gobierno para que se llamase a las tropas aliadas si se aceptaban esas garantías, lo que coincidía con el interés general de París y Londres, que habían tratado de convencer al monarca desde el comienzo de la guerra para que permitiese la entrada de sus tropas.
No existe transcripción de la conversación entre Keyes y Churchill, pero si el primero verdaderamente afirmó lo que tenía intención de decir, el mensaje se fue modificando a lo largo de la cadena de intermediarios entre Churchill y el comandante en jefe. La tarde en que contactó con los franceses, no hay ninguna referencia a que Keyes no expusiera sus puntos de vista en el mensaje a los Aliados. El informe francés explicaba que «el rey podría pedir a su Gobierno que solicitara a los Ejércitos aliados que ocuparan inmediatamente posiciones defensivas en el interior de Bélgica» si se aceptaban las garantías exigidas por los belgas. Édouard Daladier, presidente del Consejo de Ministros francés, respondió rápidamente al Gobierno británico que, por lo que concernía a Francia, se podían ofrecer dichas garantías; de esta manera, los franceses pensaban que los belgas recibirían una respuesta satisfactoria de los británicos sobre las garantías pedidas y que invitarían inmediatamente a las tropas aliadas a cruzar sus fronteras.
A las 15:50, Daladier informó a Gamelin que, en principio, los belgas estaban de acuerdo con el avance francés y preguntó al general si estaba dispuesto para ejecutarlo. Gamelin se mostró satisfecho y respondió que, gracias a las fuertes nevadas acaecidas en la frontera germano-belga, los alemanes no serían capaces de moverse rápidamente y, en consecuencia, era poco probable que tuviera lugar la invasión, lo que ponía a los franceses en una situación ideal para protegerse de los ataques enemigos. Y añadió: «Tenemos que aprovechar la oportunidad». Gamelin ordenó a las tropas bajo su mando, en la noche del 14 al 15, que se desplazasen hasta la frontera franco-belga y que estuviesen preparadas para cruzarla tan pronto recibiesen la orden.
A las 16:45, le llamó el comandante del Frente Noreste, general Alphonse Georges. Este se mostró preocupado ante la posibilidad de que esta orden fuese irreversible y se precipitase una serie de acontecimientos que hubiesen hecho inevitable la invasión alemana cuando el Ejército de Tierra y la Fuerza Aérea no habían completado aún su despliegue. Gamelin se enojó e increpó a Georges, a quien obligó a autorizar la orden. Durante la noche, se advirtió a los belgas de la maniobra. Sin embargo, a las 8:00 del día siguiente, Gamelin tuvo conocimiento de la respuesta británica a las exigencias belgas, que era una versión suavizada de la inicial y con menos probabilidades de ser aceptada por estos. Simultáneamente el mando francés recibió informes de las tropas que se estaban desplazando en los que se confirmaba que la guardia fronteriza belga había cerrado las barreras e impedía el acceso de las tropas aliadas. Tres horas más tarde, Daladier, a instancias de un desesperado Gamelin, presionó al Gobierno belga para que «aceptase sus responsabilidades», explicó a Pol le Tellier, embajador belga en París, y que, a menos que Francia contase con una invitación para entrar en Bélgica antes de las 20:00 de ese mismo día, no sólo las tropas franco-británicas se retirarían de la frontera, sino que no volverían a efectuar maniobras similares en futuras alertas salvo que Alemania invadiese el país.
La invasión estaba prevista para el día 14, pero no pudo llevarse a cabo. Las fuertes nevadas continuaron en la frontera oriental y hicieron poco probable el ataque. Leopoldo III y Van Overstraeten, ambos ardientes defensores de la neutralidad, esperaban que una solución diplomática pusiese fin al conflicto y no estaban dispuestos a involucrar a su país a menos que fuese absolutamente necesario. Alrededor del mediodía, Van Overstraeten ordenó a los guardias fronterizos que mantuviesen bajadas las barreras y les recordó la obligación de «rechazar por la fuerza toda unidad extranjera sin importar su nacionalidad que pise territorio belga». A las 18:00, Daladier informó a un decepcionado Gamelin que «no puede asumir las responsabilidad de autorizar una entrada preventiva en Bélgica», es decir, violar la neutralidad belga.

## Cancelación de la invasión
Cuando el 13 de enero Jodl tuvo conocimiento de que los documentos eran probablemente ilegibles, anuló el plan original de iniciar las operaciones el 14 de enero, trasladándolo al 15 o 16. Durante la noche llegaron sorprendentes noticias sobre la puesta en alerta de los ejércitos belga y holandés, movilizados desde septiembre de 1939. Este movimiento se atribuyó al accidente aéreo y a la evidente aproximación del 6.º Ejército de Walter von Reichenau. El elemento sorpresa había desaparecido. El 15 de enero, las condiciones meteorológicas eran tan malas que Jodl recomendó a Hitler posponer el ataque; no sin dudas, el Führer tomó esta decisión el 16 de enero a las 18:00.

## Resultados

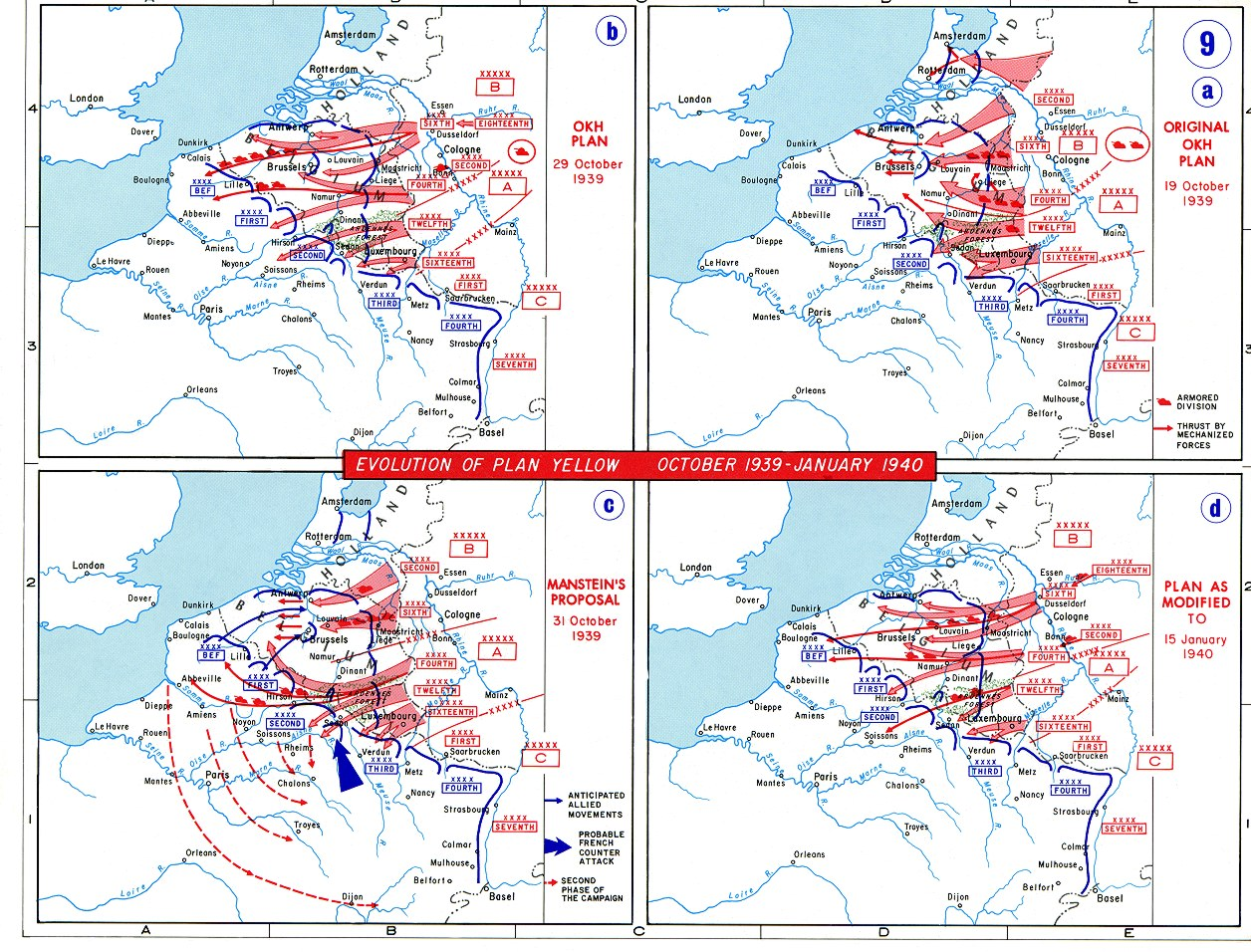
Evolución del «Plan Amarillo»

A corto plazo, el incidente de Mechelen-sur-Meuse no parecía haber tenido efectos notables, pero las consecuencias a largo plazo fueron desastrosas para Bélgica y Francia. Al producirse la invasión el 10 de mayo de 1940, la estrategia alemana había cambiado de forma radical y este cambio llevó al desastre a las tropas aliadas durante la batalla de Francia, mientras que una victoria alemana, incluso parcial, habría sido menos probable con la aplicación del plan original. La determinación de causa y efecto entre el accidente de Mechelen y el cambio de estrategia es compleja.
La mayoría de los relatos tradicionales coinciden en que el accidente llevó a Hitler a cambiar drásticamente la estrategia y pedir a Jodl que «toda la operación se construya sobre nuevos planteamientos a fin de asegurar el secreto y la sorpresa». Los belgas se sintieron obligados a informar a los alemanes de que conocían sus planes. Cuando Joachim von Ribbentrop, ministro de Asuntos Exteriores del III Reich, les replicó que esa información estaba anticuada, no sabía que estaba más cerca de la verdad de lo que pensaba. Como respuesta a la petición de Hitler, el alto mando alemán empezó a estudiar nuevas alternativas; el plan definitivo lo trazó Erich von Manstein, antiguo jefe del Estado Mayor del Grupo de Ejércitos A. Defendió durante meses un nuevo concepto: en vez de verse comprometidos en un ataque conocido por el enemigo, el ataque principal se llevaría a cabo en la frontera noreste de Bélgica; las divisiones panzer se concentrarían más al sur. El 13 de febrero Jodl anotó que Hitler estaba de acuerdo con la propuesta, haciendo alusión al incidente de Mechelen: «debemos, por lo tanto, atacar en dirección a Sedán». Hitler dijo a Jodl: «el enemigo no nos espera. Los documentos en poder de los oficiales de la Luftwaffe accidentados convencieron al enemigo que nuestra intención era únicamente capturar las costa holandesa y belga». Días más tarde, Hitler habló personalmente con von Manstein y le autorizó a desarrollar su plan.
Sin embargo, la importancia del accidente ha sido vehementemente puesta en duda. Hitler mostró su renuencia al plan original desde su creación. El aplazamiento, más debido al mal tiempo que al descubrimiento de los planes, fue uno más de tantos; el plan original era tradicional y predecible, ningún secreto esencial estuvo comprometido y por lo tanto no era necesario modificarlo. La petición de Hitler para conseguir un efecto sorpresa no era tanto una nueva estrategia sorprendente como un enfoque reducido y una fase de concentración de fuerzas para lograr una sorpresa táctica antes de que el enemigo pudiese reaccionar. Con este objetivo las divisiones panzer se concentraron más al oeste y se mejoró su organización. No hubo cambios notables en el planteamiento estratégico y al completarse la planificación el 30 de enero, en un flujo continuo de modificaciones, el Aufmarschanweisung N°3, Fall Gelb no era fundamentalmente diferente de las redacciones anteriores. Así, el hecho de que amigos de Von Manstein llevaran la propuesta de éste a Hitler fue realmente un punto de inflexión. La principal consecuencia del accidente no fue que se conociera el plan alemán, sino el despliegue de las fuerzas aliadas, lo que permitió que aquellos se adaptasen al mismo.
La adopción por los alemanes del revisado Plan Amarillo (Fall Gelb), mientras que los Aliados esperaban que Hitler mantuviese la versión capturada, significó que los alemanes tuvieron la oportunidad de tender una trampa a las fuerzas anglo-francesas. Estas esperaban un ataque en el centro de Bélgica, lo que no era más que una maniobra de distracción para atraer a las fuerzas aliadas hacia el norte, mientras el eje principal de ataque se situaba en las Ardenas, consideradas impenetrables por el mando francés, para cruzar el Mosa entre Sedán y la zona norte de Dinant, para a continuación penetrar lo más lejos posible y alcanzar las costas del Canal de la Mancha. De esta manera, se cortarían los suministros a los ejércitos en Bélgica y se les forzaría a rendirse. El planteamiento era hábil pero solo tendría éxito si Gamelin perseveraba en su estrategia inicial, lo que parecía poco probable dado que hasta el 14 de enero su intuición había sido siempre acertada ¿No había adivinado el objetivo final del Plan Amarillo original?
Sin embargo, Gamelin no se planteó modificar su estrategia en el caso de que los alemanes cambiaran la suya, a pesar de la inquietud de lord Gort y del Gobierno británico. Acaso los Aliados seguían considerando que la documentación capturada era falsa. Y puede ser que los británicos, avergonzados por su escasa contribución, no se hubiesen atrevido a criticar los planes franceses.
Gamelin fue duramente criticado por no haber modificado sus planes. Su posición se explica por su incapacidad de creer que el Estado Mayor alemán, muy tradicional, fuera capaz de diseñar estrategias innovadoras, por no mencionar el aún más revolucionario concepto de la Blitzkrieg que precisaba de una reflexión: cualquier gran concentración de fuerzas en movimiento desplazándose por las carreteras de las Ardenas debía hacerlo muy rápidamente. Por lo tanto, el accidente Mechelen no tenía que tener efectos significativos.
Erich Hoenmanns y Helmuth Reinberger fueron condenados a muerte en rebeldía en Alemania. El transporte aéreo de documentos secretos quedó estrictamente prohibido y se consideró como crimen capital. La sentencia, sin embargo, nunca se aplicó. Ambos hombres fueron evacuados a Gran Bretaña y luego a Canadá. En cambio, la esposa de Hoenmanns no sobrevivió mucho tiempo a un interrogatorio de la Gestapo y sus dos hijos fallecieron en combate durante la guerra.